# Alexis Mathieu
Pour les articles homonymes, voir Mathieu.
Alexis Mathieu, né le 14 septembre 1999 à Koumac (Nouvelle-Calédonie), est un judoka français.

## Carrière
Alexis Mathieu évolue dans la catégorie des moins de 90 kg. Il obtient la médaille de bronze aux championnats d'Europe des moins de 23 ans 2020 à Poreč. Aux Championnats du monde de judo 2021 à Budapest, il remporte la médaille d'argent par équipes.
Le 28 avril 2024, aux championnats d’Europe de judo à Zagreb, Alexis Mathieu, avec l’équipe de France de judo, est sacré champion d’Europe par équipes mixtes,.

## Palmarès

### Compétitions internationales
| Année | Compétition           | Lieu     | Résultat | Catégorie   |
| ----- | --------------------- | -------- | -------- | ----------- |
| 2021  | Championnats du monde | Budapest | 2e       | Par équipes |
| 2022  | Championnats du monde | Tachkent | 2e       | Par équipes |
| 2022  | Championnats d'Europe | Mulhouse | 1er      | Par équipes |
| 2023  | Championnats du monde | Doha     | 2e       | Par équipes |
| 2024  | Championnats d’Europe | Zagreb   | 1er      | Par équipes |

### Masters mondial, Tournois Grand Chelem et Grand Prix
| Année | Compétition     | Lieu        | Résultat | Catégorie      |
| ----- | --------------- | ----------- | -------- | -------------- |
| 2022  | Masters mondial | Jérusalem   | 2e       | Moins de 90 kg |
| 2023  | Grand Chelem    | Oulan-Bator | 3e       | Moins de 90 kg |
| 2023  | Masters mondial | Budapest    | 3e       | Moins de 90 kg |
| 2025  | Grand Chelem    | Paris       | 3e       | Moins de 90 kg |
| 2025  | Grand Chelem    | Tbilissi    | 2e       | Moins de 90 kg |